# MDO
MDO é um álbum de estúdio da boy band porto-riquenha MDO, lançado no ano 1997, pela gravadora Sony Music. A formação incluía Abel Talamántez, Alexis Grullón, Anthony Galindo, Didier Hernández e Daniel René Weider. Este álbum marcou a transição do grupo Menudo para uma nova fase, com novos integrantes e uma proposta musical mais moderna, mantendo a essência que conquistou nas duas décadas anteriores o público latino.
O desempenho comercial foi positivo, com seus singles alcançando boas posições nas paradas da Billboard, como "No Puedo Olvidarme de Ti" e "Volverás a Mí". O trabalho recebeu resenhas favoráveis dos críticos especializados em música, sendo elogiado por sua sonoridade renovada e pela capacidade do grupo de se conectar com as novas gerações. Em reconhecimento ao seu sucesso, foi certificado como de disco de ouro.

## Antecedentes e repertório
O grupo musical Menudo, criado em 1977 por Edgardo Díaz, tornou-se um fenômeno latino-americano, e mesmo após a saída dos integrantes originais, a essência dinâmica e fresca do grupo foi mantida. Para se adaptar às novas gerações, o Menudo foi reformulado em 1997 como MDO, trazendo novos integrantes e uma abordagem mais moderna, com o objetivo de preservar as raízes do grupo, mas fortalecer sua imagem global e amadurecer seu estilo.
Com membros de diferentes origens — como Didier Hernández, Daniel Weider, Alexis Grullón, Abel Talamántez e Anthony Galindo —, todos com idades entre 15 e 19 anos, o MDO manteve a tradição de reunir jovens rapazes, cada um com uma personalidade própria, permitindo maior identificação e conexão com o público. Nesse contexto, a gravadora Sony Music planejava lançar no mesmo ano da nova formação, o primeiro álbum de estúdio dos artistas.
As faixas do repertório combinam pop, hip-hop, funk e jazz, refletindo a transição para um som mais atualizado.

## Lançamento e divulgação
O álbum foi lançado em 25 de novembro de 1997, data em que se comemorava o vigésimo aniversário do lançamento do grupo Menudo. A divulgação do álbum incluiu uma turnê que passou pela Cidade do México e varias províncias vizinhas do país.

## Singles
Os singles de MDO tiveram um desempenho notável nas paradas musicais da revista Billboard. O single "No Puedo Olvidarme de Ti", lançado em 1997, destacou-se especialmente no segmento pop, alcançando o sexto lugar na Latin Pop Airplay. Além disso, atingiu o vigésimo-nono lugar na Hot Latin Tracks e o décimo-sexto na Latin Tropical/Salsa Airplay, mostrando sua popularidade entre diferentes públicos.
Já "Ay Amor", também de 1997, obteve posições relevantes nas paradas, chegando ao vigésimo-quarto lugar na Hot Latin Tracks, nono na Latin Pop Airplay e décimo-quinto na Latin Tropical/Salsa Airplay. Por fim, "Volverás a Mí", lançado em 1998, consolidou o sucesso do grupo, alcançando o décimo-oitavo lugar na Hot Latin Tracks, o sétimo na Latin Pop Airplay e o oitavo na Latin Tropical/Salsa Airplay, confirmando a receptividade do público às músicas do álbum.
Outros singles promocionais incluem: "A Bailar", e "¡Ay Cariño!".

## Recepção crítica
| Críticas profissionais | Críticas profissionais |
| Avaliações da crítica  | Avaliações da crítica  |
| Fonte                  | Avaliação              |
| ---------------------- | ---------------------- |
| Billboard              | Favorável              |
| La Opinión             | Favorável              |

O crítico da revista Billboard elogiou o álbum, destacando-o como uma fusão musical cativante que remete a artistas como Magneto, Boyzone e Take That. Segundo a análise, o quinteto, com suas vozes agradáveis e harmoniosas, entrega uma coleção vibrante de músicas pop/dance românticas. Ele elegeu como destaque a faixa com influências de rock "No Puedo Olvidarme de Ti", que, segundo ele, demonstra potencial para figurar entre os principais sucessos nas paradas de músicas latinas.
Blanca Arroyo do jornal La Opinión afirmou que não há grandes diferenças entre as canções do álbum MDO e as antigas canções do grupo Menudo.  Ela afirmou que as dez cações presentes são "frescas, jovens, alegres e sobretudo dirigidas a um público geral", pois tem desde baladas românticas, rock, até algumas canções em ritmo de salsa e cúmbia.

## Desempenho comercial
O álbum ganhou um disco de ouro nos Estados Unidos e Porto Rico por vendas combinadas de mais de 50 mil cópias nas duas localidades.

## Lista de faixas
- Créditos adaptados do CD MDO, de 1997.[14]

| N.º | Título                     | Compositor(es)                   | Intérprete                                   | Duração |  |
| 1.  | "No Puedo Olvidarme De Ti" | Alejandro Jaén                   | Daniel René Weider                           | 3:29    |  |
| 2.  | "Volverás A Mí"            | A. Jaén, R. Quijano              | Abel Talamántez                              | 4:37    |  |
| 3.  | "¡Ay, Amor!"               | Fernando Osorio                  | Alexis Grullón                               | 2:54    |  |
| 4.  | "¡Ay, Cariño!"             | Alejandro Jaén                   | Abel Talamántez                              | 4:30    |  |
| 5.  | "No Me Envenena Más"       | Fernando Osorio                  | Didier Hernández                             | 3:20    |  |
| 6.  | "A Bailar"                 | A. Jaén, D. Nieves, C. Bencomo   | Alexis Grullón                               | 5:22    |  |
| 7.  | "Háblame De Amor"          | A. Jaén, D. Nieves               | Daniel René Weider and Anthony Galindo (Rap) | 4:08    |  |
| 8.  | "Súbete A Mi Moto"         | E. Díaz, C. Villa                | Anthony Galindo                              | 3:29    |  |
| 9.  | "Así No Más"               | Fernando Osorio                  | Didier Hernández                             | 3:31    |  |
| 10. | "Dame Una Caricia"         | C. M. Avilés, M. Díaz, D. Nieves | Anthony Galindo                              | 3:29    |  |

## Certificações e vendas
| Região                    | Certificação | Vendas estimadas |
| ------------------------- | ------------ | ---------------- |
| Estados Unidos Porto Rico | Ouro         | 50,000^          |